# Збиговці
Збиговці (словен. Zbigovci) — поселення в общині Горня Радгона, Помурський регіон, Словенія. Висота над рівнем моря: 298,4 м.